# 法蘭克和路易
法蘭克和路易（英語：Frank and Louie，1999年9月8日－2014年12月4日）是一隻有著兩張面孔的「雙面貓」，因長壽而出名，2012年入選金氏世界紀錄「世界上最長壽的雙面貓」。

## 生平
法蘭克和路易出生於1999年，天生就生理缺陷，有著兩張面孔，兩隻功能正常的眼睛，中間一隻無法眨眼的盲眼，一個大腦。牠被女獸醫瑪蒂·史蒂芬斯（Marty Stevens）收養，在前三個月用管子餵食牠，最後牠學會了自己進食。
正常而言，這一類的「雙面貓」無法長期存活。但法蘭克和路易卻十分長壽，牠在2012年獲金氏世界紀錄認證為「世界上最長壽的雙面貓」。
2014年年底，法蘭克和路易生了一場重病，獸醫認為牠可能患有癌症，為避免牠遭受痛苦，史蒂芬斯決定將牠安樂死。